# Congresul de la Sivas

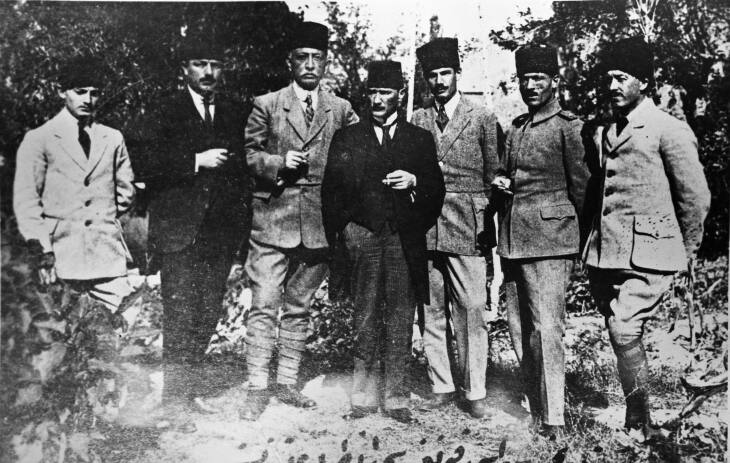
Liderii naţionaliştilor la Congresul de la Sivas De la stânga la dreapta: Muzaffer Kılıç, Rauf Orbay, Bekir Sami Kunduh, Mustafa Kemal Atatürk, Ruşen Eşref Ünaydın, Cemil Cahit Toydemir, Cevat Abbas Gürer

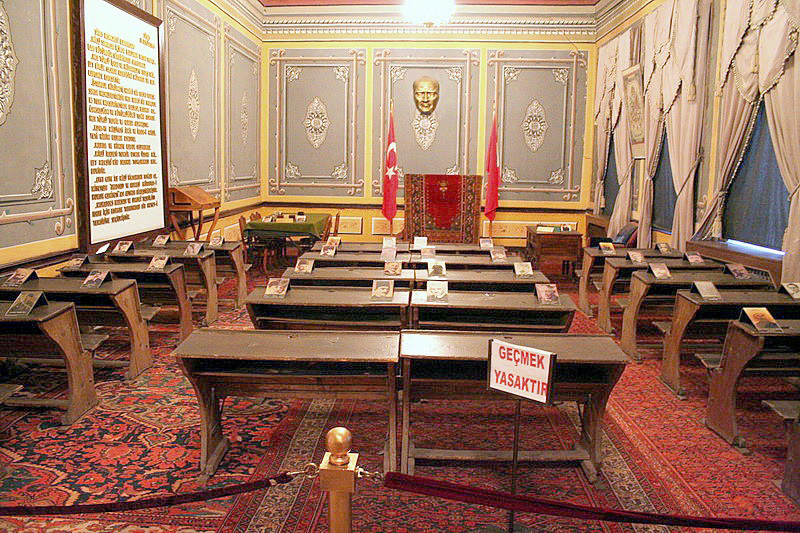
Sala în care a avut loc congresul de la Sivas

Congresul de la Sivas a fost o întâlnire a naționaliștilor turci, care a avut loc în perioada 4 – 11  septembrie 1919 în orașul Sivas, din regiunea central-răsăriteană a Turciei. La acest congres au participat delegați ai tuturor provinciilor anatoliene ale Imperiului Otoman, care, deși continua să existe de jure, sucombase de facto sub ocupația Aliaților. În acea vreme, principalele orașe ale imperiului, inclusiv Istanbulul, se aflau sub ocupație străină. Congresul a fost convocat de Mustafa Kemal Pașa prin circulara Amasya cu trei luni mai devreme, iar pregătirile pentru întâlnire au fost definitivate în timpul Congresului de la Erzurum. 
Numărul total al delegaților la Congres este încă subiect de dezbatere în rândul istoricilor. Unii dintre delegații la Congres nu au reușit să ajungă la Sivas, unii au ajuns în timpul sau după încheierea ședințelor. Numărul total al delegaților aleși a fost de 41, dar, funcție de diferite surse, numărul celor prezenți a fost de 38. 33 sau 31. 
Delegații la congresul de la Sivas au adoptat o serie de decizii de importanță fundamentală, care au influențat în mod hotărâtor strategia militară și politică a Războiului de Independență. Cele mai importante decizii ale congresului prevedeau că 
- teritoriul național era indivizibil și inalienabil,
- turcii erau îndreptățiți să organizeze lupta împotriva ocupației străine,
- guvernul național avea dreptul să activeze în oricare dintre orașele țării care nu era ocupat de inamic,
- turcii refuzau să accepte orice formă de patronaj sau mandat care ar fi adus atingere independenței.

În timpul Congresului a fost ales un Comitet reprezentativ, care să organizeze apărarea Turciei, în frunte cu generalul Kemal. Mustafa Kemal a acționat cu mare prudența, încercând să menajeze sentimentele religioase ale populației, din rândul cărora numeroase persoane îl considerau pe sultan liderul de drept al țării și conducătorul musulmanilor (calif). Astfel, rezultatele congresului au fost transmise sultanului prin intermediul unui memoriu. 
Guvernul de la Constantinopol a evitat însă implicarea sultanului și. prin aceasta, compromiterea lui în ochii occidentalilor sau a populației, care ar fi putut interpreta în mod defavorabil monarhiei acțiunile sale. 
. 